# Punk Rock is Your Friend: Sampler 6
Punk Rock is Your Friend: Sampler 6 is het zesde compilatiealbum van het Amerikaanse punklabel Kung Fu Records. Het album werd uitgegeven op 12 juli 2005 en bevat naast nummers van de punkbands die toentertijd bij Kung Fu speelden ook nummers van bands die bij het hardcore-sublabel Broken Sounds Records speelden. De ondertitel van het album is daarom Hardcore is Your Friend, Too.

## Nummers
1. "I am Crushed" - The Vandals
2. "Lost Again" (live) - Dance Hall Crashers
3. "She Looks Good" - Audio Karate
4. "Pink Stars and Magazines" - Useless ID
5. "My Machete" - Tsunami Bomb
6. "Bring on the Flood" - Underminded
7. "Summers Day" - Cooper
8. "If I Died" - Versus the World
9. "Righteous Jams" - Righteous Jams
10. "Kids and Heroes" (live) - The Bouncing Souls
11. "Sixes and Sevens" - Faulter
12. "Sister" - The God Awfuls
13. "East End Blood Bath" - The Getaway
14. "Hang Up" (live) - Throw Rag
15. "Aftermath" - xDeathstarx
16. "Gypsy Queen" - Audio Karate
17. "World Up My Ass" - Circle Jerks
18. "TB vs. the Monster" - Tsunami Bomb
19. "Can't Speak" - Suffocate Faster
20. "Guilty by Association" (live) - H2O
21. "Green Eyes" - Righteous Jams
22. "Hail Unamerican!" - Underminded
23. "My Neck, My Back" - The Vandals